# Carlo Alberto Biggini
Carlo Alberto Biggini (Sarzana, 9 dicembre 1902 – Padova, 19 novembre 1945) è stato un politico e giurista italiano.

## Biografia
Figlio del politico Ugo Biggini e di Maria Accorsi, nel 1920 aderisce alle avanguardie giovanili di Sarzana (SP) e nel 1925 dà la sua adesione al manifesto degli intellettuali fascisti. Si laurea in Giurisprudenza presso l'Università di Genova, in tale periodo (1926-1928) collabora con la rivista Pietre. Nel 1929, Biggini si laurea anche in scienze politiche ed amministrative presso l'università di Torino, mentre nel 1930 ottiene il diploma di perfezionamento presso la scuola superiore di scienze corporative presso l'università di Pisa.
Nel 1932 consegue la libera docenza in diritto costituzionale e comparato e di dottrina generale dello Stato presso l'università di Sassari. Nel 1936 consegue l'ordinariato nel concorso di Cagliari, in cui la terna vincitrice lo vide promosso insieme a Costantino Mortati ed Agostino Origone. Nel 1938 si trasferisce presso l'ateneo di Pisa.
In questi anni collabora con varie riviste: Rivista internazionale di filosofia del diritto (1929-1932), Rivista di scienze politiche e giuridiche: lo Stato (1930), Archivio di storia della filosofia (1932), Archivio di studi corporativi (1932-1942), di cui assume la direzione dopo la sua chiamata all'università di Pisa, L'economia italiana (1934), Nuovi studi di diritto, economia e politica (1929-1930), Studi sassaresi (1935-1936), Terra e Lavoro (1935) e a riviste politiche di vario orientamento fascista (Dottrina fascista, L'ordine corporativo, Origini, Politica sociale, La Terra).

### Attività politica
Per quanto concerne l'attività politica, Biggini nutriva una vera e propria devozione per Benito Mussolini, mentre ebbe rapporti maggiormente contrastati con gli esponenti spezzini. Nel 1934 viene eletto deputato alla Camera per il collegio unico nazionale. Nominato membro della corporazione olearia in rappresentanza dei lavoratori dell'agricoltura, in seguito, nel 1937, membro parlamentare per la riforma dei codici, quindi presidente di commissione nell'istituto di rapporti culturali con l'estero, presidente del consiglio direttivo delle scuole superiori del partito e consulente giuridico del ministero degli Esteri per l'Albania.
Divenne Consigliere nazionale nella Camera dei Fasci e delle Corporazioni nel 1939, dalla corporazione olearia fu trasferito poi in quella dei tessili.
Scoppiata la seconda guerra mondiale, vi prese parte con il grado di capitano e dopo aver partecipato alla campagna d'Africa e nel marzo 1941 a quella di Grecia (per cui ottenne una medaglia di bronzo - postuma - e una croce al valor militare), Biggini assume la carica di ispettore generale del Partito Nazionale Fascista.

### Ministro
Nel 1941 diviene rettore dell'università di Pisa e nel 1943 viene nominato da Mussolini Ministro dell'educazione nazionale, dal 6 febbraio fino al 25 luglio 1943, succedendo a Giuseppe Bottai.
Fu anche membro del Gran consiglio del fascismo e del direttorio nazionale del partito. In occasione della seduta del 24-25 luglio, Biggini non firma l'ordine del giorno Grandi, riaffermando la sua lealtà verso Mussolini, affermando che sarebbe stato impossibile scindere le responsabilità degli oppositori da quelle del Duce. Nel governo Badoglio è sostituito da Severi.

### Nella RSI
Dopo l’8 settembre, Biggini viene raggiunto dall'invito ad entrare a far parte della Repubblica Sociale Italiana. Accetta dopo un primo rifiuto, dettato dal dubbio di entrare in realtà a far parte di un governo fantasma. Il 23 settembre diviene così Ministro dell'educazione nazionale nel governo della RSI. Tra i suoi primi atti, il mantenimento in carica dei rettori nominati dal governo Badoglio e la sua presenza al discorso d'inaugurazione dell'anno accademico dell'università di Padova tenuto dal rettore Concetto Marchesi. Il 20 dicembre, Biggini emana un decreto attraverso il quale sottopone a revisione i ruoli degli insegnanti universitari e liberi docenti che avevano ottenuto i loro titoli per motivi esclusivamente politici durante il ventennio ottenendo che gli insegnanti vengano esonerati dal giuramento di fedeltà alla Repubblica Sociale Italiana. Dopo l'uccisione di Giovanni Gentile, chiese e ottenne che il filosofo fosse sepolto nella Basilica di Santa Croce a Firenze.
Il 18 giugno 1944 modifica l'ordinamento della scuola media, che viene soppressa e sostituita da tre classi di ginnasio, dopo le quali si poteva accedere al liceo classico, scientifico, artistico e magistrale. Biggini si impegna inoltre per la difesa del patrimonio artistico, oggetto di interesse soprattutto da parte dei tedeschi.
La politica svolta da Biggini nell'ambito scolastico trova opposizioni negli ambiti più oltranzisti del fascismo, che sollevano lamentele presso lo stesso Mussolini. La stima del Duce nei confronti del Biggini rimane però inalterata, al punto che al Ministro viene affidato il compito di redigere un progetto della Costituzione della Repubblica Sociale Italiana. 
Si allontana dal lago di Como nei giorni precedenti la fine della guerra. Il 25 aprile 1945 Biggini è a Padova, presso la sede del suo dicastero, dove, probabilmente già malato, supera la fase più critica del dopo-liberazione, anche grazie alla protezione di alcuni autorevoli antifascisti che aveva contribuito a salvare.

### La morte
Fu uno dei ministri di primo piano dell'ultimo governo Mussolini a non venire fucilato. Forse fu depositario di una copia delle lettere del carteggio Mussolini-Churchill e visse il resto del 1945 con un passaporto falso a nome "professor Mario De Carli".
Biggini venne in seguito ricoverato presso la clinica San Camillo di Padova, dove morì il 19 novembre 1945, poco prima di compiere 43 anni, a causa di un tumore al pancreas, in circostanze da alcuni storici ritenute non troppo chiare; ciò in quanto Vanni Teodorani, capo della segreteria militare della RSI, espresse dubbi sulla morte di Biggini, basandosi sul fatto che padre Agostino Gemelli, in una lettera, aveva negato la natura della reale patologia diagnosticata.

## Opere
- Agli educatori italiani, Casoni, 1945
- Storia inedita della conciliazione. Con 16 fac-simili e 3 tavole fuori testo. Milano, Garzanti, 1942.
- La Camera dei Fasci e delle corporazioni nel nuovo ordinamento costituzionale, Cedam, 1939
- Il pensiero politico di Pellegrino Rossi di fronte ai problemi del risorgimento italiano. Roma, Vittoriano, 1937.